# Felix Josephus Beernaerts
Felix Josephus Beernaerts (Gent, 24 augustus 1845 – aldaar, 16 maart 1912) was een Belgisch industrieel in de textielindustrie.

## Biografie
Felix Beernaerts werd geboren in 1845 in Gent als zoon van muzikant Antonius Beernaerts en zijn echtgenote Joanna Feliers. Hij liep school aan het Koninklijk Atheneum en ging nadien als bediende werken in de katoenweverij van Franciscus Scribe. Vervolgens werd hij handelsreiziger in dienst van Scribe, en later als zelfstandige. Op 16 december 1880 huwde hij in Stambruges met Adeline Marie Thérèse Mercier. Het gezin woonde aan het Graaf van Vlaanderenplein in Gent en kreeg zes kinderen, waaronder Felix Paul Beernaerts, geboren in 1881.
Beernaerts ging aan de slag bij Etablissements Pipyn in Wetteren en richtte in 1885 zelf een bescheiden weverij op. Daarvoor kocht hij in 1884 een stuk grond in de Wetterse wijk Overbeke. Al in 1885 won zijn bedrijf een zilveren medaille op de Wereldtentoonstelling van 1885 in Antwerpen. Het bedrijf, dat Beernaerts' naam droeg, groeide snel. Tien jaar na de oprichting waren er 1800 weefgetouwen en meer dan 1000 personeelsleden. Enkele jaren later werd de weverij aangehaald als de grootste industriële weverij van België, met een bedrijfsoppervlakte van 56.000 m² en intussen 2500 personeelsleden. Felix Beernaerts werd snel rijk en kocht een buitengoed in Melle. Beernaerts stond bekend als een autoritaire industrieel en zijn bedrijf werd geplaagd door stakingen, waaronder een grote staking in 1907.
Felix Beernaerts was in actieve dienst bij de burgerwacht van Gent, vanaf 1868 als korporaal, vanaf 1875 als sergeant en vanaf 1876 als sergeant-majoor. Hij was de oprichter van hun muziekvereniging.
Hij overleed aan borstvliesontsteking op 16 maart 1912 in Gent, vier jaar na zijn echtgenote. Beernaerts werd bijgelegd in het familiegraf op de Westerbegraafplaats. Zijn zoon Felix Paul nam het bedrijf over.
In 1930 werd Beernaerts geëerd met een buste door Jules Vits op de Vennemansdries in Wetteren, sindsdien het Felix Beernaertsplein genoemd. Tezelfdertijd kreeg industrieel Jan Frans Cooppal een buste elders in Wetteren.